# Сенке водиље: живот и дело жена великих руских писаца
Сенке водиље: живот и дело жена великих руских писаца: Ана Достојевски, Софија Толстој, Надежда Мандељштам, Јелена Булгаков, Вера Набоков, Наталија Солжењицин (енгл. Im Brand der Welten) је стручна монографија ауторке Александре Попов (енгл. Alexandra Popoff), објављена 2012. године. Српско издање књиге објављено је 2015. године у издању издаваћке куће  "Штрик" из Београда у преводу Марије Обадовић.

## О аутору
Александра Попов је рођена и одрасла у Москви. Данас живи у Канади. Аутор је књижевних биографија Софија Толстој (2010), Сенке водиље – живот и дело жена великих руских писаца (2012) и Толстојев лажни ученик: неиспричана прича о Лаву Толстоју и Владимиру Черткову (2014). Да би се посветила писању напустила је посао предавача руске књижевности и историје на универзитету. Сарађује са неколико часописа. 

## О књизи
Сенке водиље: живот и дело жена великих руских писаца је књига о животним причама супруга великих руских писаца: Фјодора Достојевског, Лава Николајевича Толстоја, Осипа Мандељштама, Михаила Булгакова, Владимира Набоковог и Александра Солжењицина. Књига говори о везама тих жена не само са њиховим мужевима већ и са њиховим делима.
Ауторка у књизи говори о томе како су се бориле Ана Достојевски с коцкарском зависношћу свог мужа Фјодора Достојевског и Софија Толстој с религиозним сумњама Лава Николајевича Толстоја. Како је Јелена Булгаков била уз супруга Михаила Булгакова док му је Стаљин измицао тло под ногама. Владимир Нобаков је сам тврдио да без своје супруге не би написао ни једно своје дело. Супруга Осипа Мандељштама, Надежда, је чувала све његове песме у глави и срцу док је он боравио у изгнанству, док је Наталија, супруга Александра Солжељњицина, ризиковала и свој живот и живот своје деце да би сачувала мужевљеву архиву од КГБ-а. 
Књига Сенке водиље: живот и дело жена великих руских писаца је настала на основу дневника, мемоара и сећања жена великих руских књижевника. На тај начин су исписале документ и сведочанство о томе како су сенке постале водиље.
Руски писци су бракове склапали са женама које су познавале књижевност, које су добро познавале рад својих мужева, и којима није сметало да буду у споредној улози. Биле су им стенографкиње, уреднице, дактилографкиње, истраживачице, преводитељке и издавачице. Своју улогу су сматрале као део традиције. Нису имале своје сопствене списатељске каријере али су се свету браћале кроз дела својих мужева.
Када је 1866. године Достојевски добио уговор који је од њега захтевао да напише цео роман за само четири недеље Ана Достојевски је била двадесетогодишња стенографкиња кад је добила задатак да хвата белешке код њега. Да не би изгубио права на своја дела ако не испуни уговор, Ана је 26 дана хватала белешке и код куће их прекуцавала, и захваљујући њеној упорности, Достојевски је завршио "Коцкара". Када је 1939. године Осип Мандељштам послат у гулаг, Надежда је сакрила његову забрањену архиву. После Стаљинове смрти је ставила на папир сва његова дела јер их је знала напамет. Открила је да песник никад није записао ни један једини стих јер их је она бележила слушајући га док их је стварао. Јелена Булхгаков је за време чистки тридесетих година писала дневник и у њему бележила хапшења њихових пријатеља. Године 1940, на самрти, Владимир јој је диктирао ревизију Мајстора и Маргарите. Захваљујући Јелени пишчева архива је сачувана, а роман објављен двадесет пет година после његове смрти.

### Награде
Књига Сенке водиље: живот и дело жена великих руских писаца је добила награду "Књига године" коју додељује лист Вол стрит журнал.